# Rohrtunnel

Die Lage des Rohrtunnels ist rot eingezeichnet.

Der Rohrtunnel (engl. duct keel oder pipe duct) auf einem Schiff ist ein begehbarer Tunnel in Höhe des Doppelbodens in der Längsmitte des Schiffes, meist durchgehend vom Maschinenraum bis zum Vorschiff.
Im Rohrtunnel werden Teilstrecken der Rohrleitungen für Ballastwasser- und Brennstoffleitungen sowie die dazugehörigen Absperrventile installiert. Damit bezweckt man, die Rohre und Absperrarmaturen trocken durchs Schiff, also nicht durch eventuell gefüllte Ballastwasser- oder Brennstofftanks führen zu müssen.
Zu Wartungszwecken kann der Rohrtunnel über Einstiegsluken, sogenannte Mannlöcher, vom Maschinenraum, vom Laderaum und vom Vorschiff aus betreten werden. Wegen der meist recht beengten Platzverhältnisse – ein Rohrtunnel hat häufig nur einen Gesamtquerschnitt von 1,5 × 1,5 Metern, außerdem laufen auch Spanten und Längsträger durch ihn hindurch – und der relativ großen Länge – je nach Schiffstyp zwischen 80 und 250 Metern – sind Rohrtunnel meistens mit einem Gleissystem ausgestattet, so dass man bei Wartungs- und Kontrollarbeiten einen Wagen zum Transport benutzen kann.